# Kūtak-e Vasaţ
Kūtak-e Vasaţ (persiska: کوتک وسط) är en ort i Iran.   Den ligger i provinsen Kerman, i den sydöstra delen av landet, 1 000 km sydost om huvudstaden Teheran. Kūtak-e Vasaţ ligger 529 meter över havet och antalet invånare är 965.
Terrängen runt Kūtak-e Vasaţ är kuperad åt sydväst, men åt nordost är den platt.Runt Kūtak-e Vasaţ är det glesbefolkat, med 8 invånare per kvadratkilometer. Kūtak-e Vasaţ är det största samhället i trakten. Trakten runt Kūtak-e Vasaţ är ofruktbar med lite eller ingen växtlighet.